# British Rowing
La British Rowing, nota in passato come Amateur Rowing Association, è la federazione sportiva britannica del canottaggio.
Quest'organizzazione è responsabile della formazione e della selezione dei singoli canottieri e degli equipaggi che rappresentano il Regno Unito e dello sviluppo del canottaggio nelle nazioni britanniche, specialmente per quanto riguarda l'Inghilterra; la Scottish Rowing e la Welsh Rowing sovrintendono alla governance nei rispettivi paesi, organizzano le proprie squadre per l'Home International Regatta e forniscono un contributo all'organizzazione del team olimpico britannico.
La British Rowing è membro della British Olympic Association e della Federazione Internazionale Canottaggio.